# 陳浩明

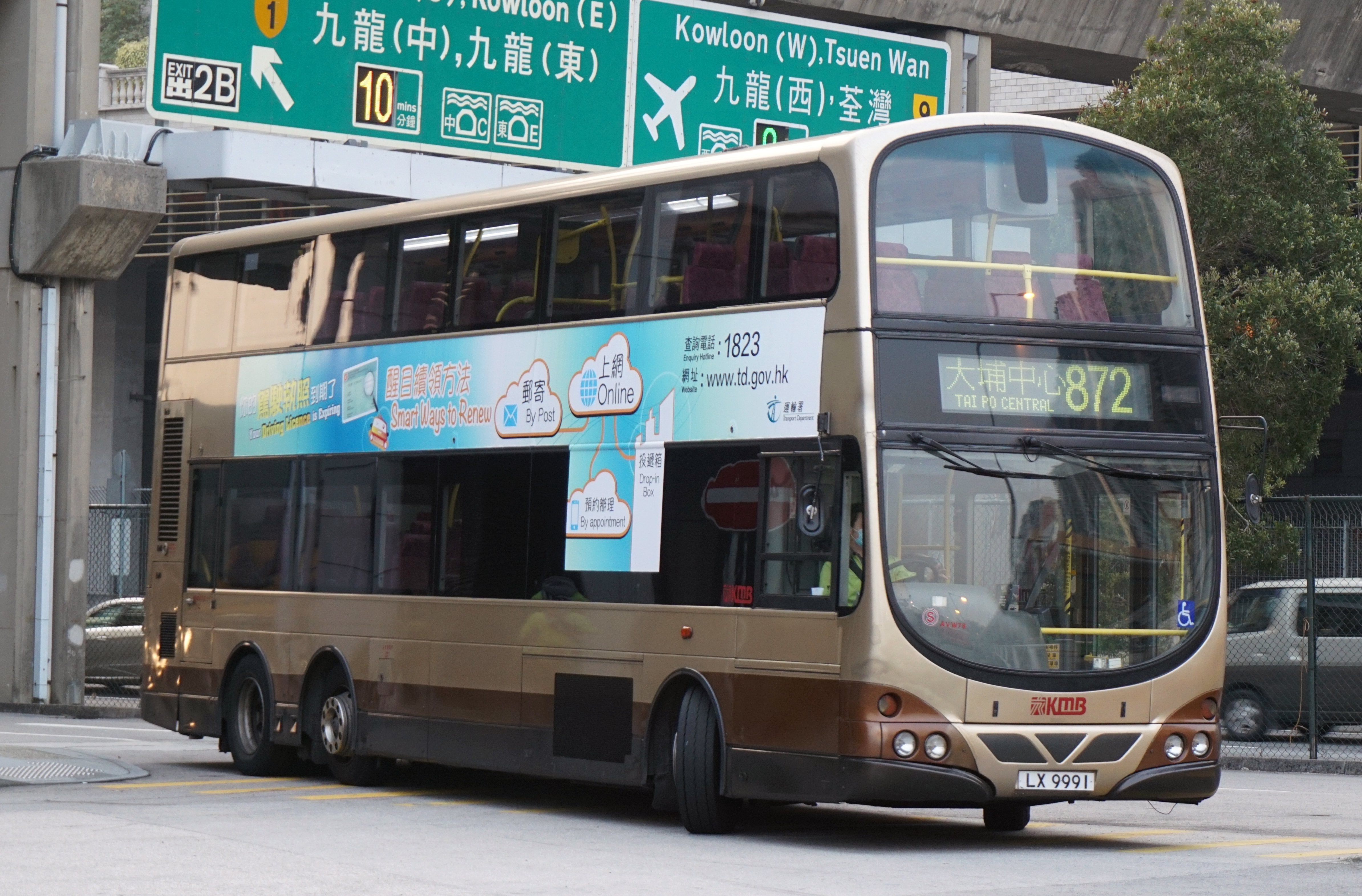
陳浩明車長及發生意外的872線巴士，攝於2018年2月10日下午事故發生前32分鐘

陳浩明（英語：Chan Ho Ming，1988年—）前九巴兼職車長。涉及大埔公路雙層巴士翻側事故，被控誤殺罪罪成，現正服刑中。

## 生平
陳浩明在12歲時確診阿氏保加症，曾在影樓工作。他於2014年1月入職九巴，隸屬沙田車廠，原為全職車長，2017年9月轉為兼職車長。他平日任職貿易公司，假日（星期六、日及公眾假期）才於九巴兼職，並無固定駕駛路線，但大多会駕駛49X線。
陳浩明在加入九巴後首年已涉及一宗交通意外。2014年8月2日凌晨，肇事車長駕駛一部丹尼士三叉戟12米雙層空調巴士（車隊編號：ATR83，車牌號碼：HY5883）行走46X線往顯徑方向的尾班車，駛至葵芳站公共運輸交匯處時因轉彎車速太快而導致車輛失控，撞毀路邊鐵欄及一條石柱，造成一名途人及一名乘客受傷，涉事巴士左邊車頭損毀。九巴其後承認該車長曾牽涉上述交通意外，有定罪紀錄，被警方控告不小心駕駛後罪名成立，被罰款900元及扣分。但當年九巴檢視意外經過後，認為肇事車長仍可繼續執行車長職務。
陳浩明自稱巴士迷，收藏有一輛已退役的九巴富豪奧林比安非空調巴士，並活躍於多個網上巴士迷群組；事後陳已刪去其Facebook帳戶，及退出多個巴士迷及九巴車長WhatsApp群組。
有目擊者聲稱陳浩明因不忿乘客斥責而刻意高速駕駛，其心理質素遂成同事熱議的話題。沙田車廠資深車長稱陳浩明在該廠工作接近一年後，仍無法與其他同事熟絡。另有車長形容肇事車長是一名情緒化的人士，連候車乘客未有揚手示意及下車忘記按落車鐘等瑣碎事情也會致電同事傾訴，且每隔兩至三個月便跟他討論所涉及的輕微交通意外。
陳浩明事後被控告19項誤殺罪和19項危險駕駛引致他人身體受嚴重傷害，到2020年7月7日，法官李素蘭在聽取求情後，判被告陳浩明有期徒刑14年，剝奪駕駛執照終身，其收藏的退役巴士亦已遭轉售。